# ديزني ويش
ديزني ويش (بالإنجليزية: Disney Wish)‏ هي سفينة سياحية تمتلكها وتديرها شركة ديزني للرحلات البحرية وهي خامس سفينة تديرها الشركة، تم بناء السفينة من قبل شركة ماير ويرفت الألمانية ودخلت الخدمة في يوليو 2022.